# Municipio de Enköping
Enköping (en sueco: Enköpings kommun) es un municipio de la provincia de Upsala, Suecia, en la provincia histórica de Uppland. Su sede se encuentra en la ciudad de Enköping. El municipio actual se creó en 1971 cuando la ciudad de Enköping se fusionó con cinco unidades circundantes.

## Localidades
Hay nueve áreas urbanas (tätort) en el municipio:
| # | Tätort           | Población |
| - | ---------------- | --------- |
| 1 | Enköping         | 23 402    |
| 2 | Örsundsbro       | 1 385     |
| 3 | Bredsand         | 1 128     |
| 4 | Grillby          | 1 040     |
| 5 | Hummelsta        | 980       |
| 6 | Fjärdhundra      | 944       |
| 7 | Örsundsbro norra | 580       |
| 8 | Lillkyrka        | 304       |
| 9 | Haga             | 280       |

## Ciudades hermanas
Enköping esta hermanado o tiene tratado de cooperación con:
- Niepołomice, Polonia
- Nedre Eiker, Noruega
- Jõgeva, Estonia
- Santa Rosa, Filipinas